# Xã Thompson, Quận Pike, Arkansas
Xã Thompson (tiếng Anh: Thompson Township) là một xã thuộc quận Pike, tiểu bang Arkansas, Hoa Kỳ. Năm 2010, dân số của xã này là 2.424 người.